# Norbert Holzknecht
Norbert Holzknecht (Grinzens, 13 aprile 1976) è un ex sciatore alpino austriaco specialista di discesa libera e supergigante, vincitore della Coppa Europa nel 2003.

## Biografia
Attivo in gare FIS dal dicembre del 1994, Holzknecht esordì in Coppa Europa il 7 marzo 1995 a Saalbach-Hinterglemm in discesa libera, classificandosi 9º, e ottenne il primo importante successo della carriera ai Mondiali juniores di Voss 1995, quando conquistò la medaglia d'argento nella medesima specialità. Sempre in discesa libera colse il primo successo in Coppa Europa, nonché primo podio, il 15 gennaio 1996 a Les Orres, e debuttò in Coppa del Mondo, a Lillehammer Kvitfjell il 6 marzo dello stesso anno, piazzandosi 20º.
Vinse la classifica di discesa libera di Coppa Europa nel 1996, nel 1998 e nel 2003, anno in cui si aggiudicò anche quella di supergigante e quella generale grazie anche a nove vittorie (tra le quali l'ultima in carriera, nella discesa libera di Tarvisio del 20 febbraio) e altri tre podi (tra i quali l'ultimo in carriera, 2º nel supergigante di Piancavallo del 12 marzo) stagionali.
In Coppa del Mondo raggiunse tre piazzamenti nei primi dieci, con l'8º posto nella discesa libera della Val Gardena del 18 dicembre 2004 come miglior risultato; sulla stessa pista disputò anche la sua ultima gara nel circuito, la discesa libera del 16 dicembre 2006 che chiuse al 30º posto. In carriera non prese parte né a rassegne olimpiche né iridate e si ritirò il 30 marzo 2007, in occasione del supergigante dei Campionati austriaci 2007.

## Palmarès

### Mondiali juniores
- 1 medaglia:
  - 1 argento (discesa libera a Voss 1995)

### Coppa del Mondo
- Miglior piazzamento in classifica generale: 69º nel 2004

### Coppa Europa
- Vincitore della Coppa Europa nel 2003
- Vincitore della classifica di discesa libera nel 1996, nel 1998 e nel 2003
- Vincitore della classifica di supergigante nel 2003
- 30 podi:
  - 17 vittorie
  - 5 secondi posti
  - 8 terzi posti

#### Coppa Europa - vittorie
| Data             | Località              | Paese    | Specialità |
| ---------------- | --------------------- | -------- | ---------- |
| 15 gennaio 1996  | Les Orres             | Francia  | DH         |
| 27 gennaio 1996  | Veysonnaz             | Svizzera | DH         |
| 12 gennaio 1998  | Altenmarkt-Zauchensee | Austria  | DH         |
| 30 gennaio 1998  | Megève                | Francia  | DH         |
| 31 gennaio 2001  | Les Orres             | Francia  | DH         |
| 6 marzo 2001     | Sestriere             | Italia   | DH         |
| 5 marzo 2002     | Tignes                | Francia  | DH         |
| 7 marzo 2002     | Tignes                | Francia  | DH         |
| 19 dicembre 2002 | Laax                  | Svizzera | DH         |
| 20 dicembre 2002 | Laax                  | Svizzera | DH         |
| 12 gennaio 2003  | Lech                  | Austria  | SG         |
| 15 gennaio 2003  | Veysonnaz             | Svizzera | SG         |
| 6 febbraio 2003  | Les Orres             | Francia  | DH         |
| 7 febbraio 2003  | Les Orres             | Francia  | DH         |
| 14 febbraio 2003 | Sella Nevea           | Italia   | SG         |
| 19 febbraio 2003 | Tarvisio              | Italia   | DH         |
| 20 febbraio 2003 | Tarvisio              | Italia   | DH         |

Legenda:

DH = discesa libera

SG = supergigante

### Campionati austriaci
- 5 medaglie[1]:
  - 2 ori (discesa libera nel 2003; discesa libera nel 2007)
  - 3 argenti (discesa libera nel 1997; discesa libera nel 1998; supergigante nel 2001)

### Campionati austriaci juniores
- 3 medaglie[1]:
  - 1 oro (discesa libera nel 1995)
  - 1 argento (discesa libera nel 1994)
  - 1 bronzo (supergigante nel 1995)